# Delio Gamboa Rentería
Delio Gamboa Rentería (Buenaventura, 28 gennaio 1936 – Cali, 23 agosto 2018) è stato un calciatore colombiano, di ruolo attaccante.

## Carriera
Soprannominato Maravilla, vinse il campionato colombiano nel 1961, nel 1962, nel 1963 e nel 1964 con i Millonarios e nel 1966 con il Santa Fe.